# Аринина, Людмила Михайловна
Людмила Михайловна Аринина (род. 8 ноября 1926, Синодское, Вольский уезд, Саратовская губерния, СССР) — советская и российская актриса театра и кино. Заслуженная артистка РСФСР (1976).

## Биография
Людмила Аринина родилась 8 ноября 1926 года в селе Синодском. Дочь художника Михаила Александровича Аринина (1897—1967).
С детства мечтала заниматься балетом, однако эта мечта не сбылась.
В 1948 году окончила актёрский факультет Государственного института театрального искусства имени А. В. Луначарского (ГИТИС) (курс Владимира Белокурова).
По окончании ГИТИСа работала в драматических театрах Могилёвской и Кемеровской областей, а также города Бреста (Белорусская ССР).
В 1956—1963 годах играла в Челябинском театре драмы имени С. М. Цвиллинга.
В 1963—1969 годах — актриса Ленинградского государственного театра имени Ленинского комсомола (Балтийский дом).
В 1969—1980 годах — актриса Московского областного государственного театра имени А. Н. Островского.
С 1999 по 2006 годы — актриса московского театра «Мастерская Петра Фоменко».
Людмила Михайловна Аринина — актриса острой хара́ктерности, часто сочетающейся с глубоким лиризмом; мастер социальной характеристики.
В кино дебютировала в 1967 году в фильме «Четыре страницы одной молодой жизни» и с тех пор сыграла более сотни киноролей, среди которых роли в фильмах известного режиссёра Петра Фоменко: «На всю оставшуюся жизнь» (1975), «Почти смешная история» (1977), «Поездки на старом автомобиле» (1985). После роли Юлии Дмитриевны в телефильме «На всю оставшуюся жизнь» у Арининой сложилось амплуа одинокой женщины с «трудной судьбой». В похожих ролях актриса снималась в картинах «Почти смешная история», «Отцы и деды» (1982), «Свадьба старшего брата» (1985), «Запомните меня такой» (1987) и других. В то же время Людмила Аринина виртуозно исполняла комедийные роли, снималась в детском юмористическом киножурнале «Ералаш» и рекламных роликах (реклама шоколадного батончика «Twix» с Людмилой Арининой и Сергеем Данилевичем, 1996 г.).
Снималась в кино до 2016 года.

### Личная жизнь
Первый муж — неизвестен, прожили вместе 10 лет.
Второй муж — Николай Александрович Мокин (1924—1984). Театральный режиссёр и актёр. Окончил режиссёрский факультет ГИТИСа, класс М. О. Кнебель; учился на одном курсе с Анатолием Эфросом. Поставил в Художественном театре спектакль «Волоколамское шоссе». Много лет проработал в Театре им. Моссовета, был учеником Ю. Завадского. Был главным режиссёром Хабаровского театра драмы. Работал в Челябинском драматическом театре. Прожили вместе 26 лет до его смерти.
Третий муж (1989—2021) — Николай Александрович Семёнов, подполковник в отставке, умер в 2021 году.

## Творчество

### Роли в театре

#### Челябинский государственный академический театр драмы имени С. М. Цвиллинга
В театре Людмила Аринина служила в 1956—1963 годах и была занята в следующих спектаклях:
- «Старшая сестра» А. М. Володина— Надя Резаева.
- «Фабричная девчонка» А. М. Володина — Женька Шульженко.
- «В день свадьбы» В. С. Розова — Нюра.
- «Чайка» А. П. Чехова — Маша.
- «Достигаев и другие» М. Горького — Антонина.
- «Вей, ветерок!» Я. Райниса — Барба.
- «Деревья умирают стоя» А. Касоны — Марта, она же Изабелла.
- «Красавец-мужчина» А. Н. Островского.— Сосипатра Семёновна Лупачёва, сестра барина.

#### «Мастерская Петра Фоменко»
Людмила Аринина служила в театре с 1999 по 2006 год и участвовала в следующих спектаклях:
- 1999 — «Варвары» по одноимённой пьесе Максима Горького — Татьяна Николаевна Богаевская
- 2000 — «Одна абсолютно счастливая деревня» по одноимённой повести Бориса Вахтина — мать Полины.
- 2000 — «Семейное счастие» по одноимённому роману Льва Толстого — Катерина Карловна / леди Сазерленд.
- 2001 — «Война и мир. Начало романа» по роману «Война и мир» Льва Толстого — Марья Дмитриевна Ахросимова / тётушка / Катишь.
- 2004 — «Три сестры» по одноимённой пьесе А. П. Чехова — Анфиса, нянька, старуха 80 лет[7].

### Фильмография
- 1967 — Четыре страницы одной молодой жизни — Таня, паспортистка
- 1968 — Степень риска — Мария Александровна
- 1969 — Мама вышла замуж — Катя, гид-переводчик, тётка Бориса
- 1970 — Белорусский вокзал — врач
- 1970 — О любви — сотрудник
- 1970 — Начало — чиновник на киностудии (в титрах не указана)
- 1971 — Драма из старинной жизни — мамушка
- 1972 — Последние дни Помпеи — Помпея Михайловна Мамайская
- 1972 — Учитель пения — Наталья Степановна, завуч
- 1973 — Умные вещи — царица
- 1974 — Врача вызывали? — опытная медсестра
- 1975 — На всю оставшуюся жизнь — Юлия Дмитриевна, хирургическая сестра
- 1975 — Призвание — Татьяна Александровна Голованова
- 1976 — Венок сонетов — фрау Марта
- 1976 — Меня это не касается — Вера Аркадьевна Дроздова
- 1976 — Середина жизни — Степанова, начальник Юсупова
- 1976 — Строговы — Агафья Строгова, жена Захара
- 1977 — Журавль в небе — Звягина, директор детского дома
- 1977 — Объяснение в любви — Серафима Петровна, соседка Зины
- 1977 — Почти смешная история — Таисия Павловна Алсуфьева, художница, старшая сестра Илларии Павловны, мать Кирюши и Антоши
- 1978 — Следствие ведут ЗнаТоКи. Дело № 12 — «Букет» на приёме — Анна Ивановна Петухова, мать Бориса
- 1978 — Кузнечик — Ирина Константиновна Зарицкая, преподаватель филологии
- 1979 — Мой генерал — Анна Робертовна, преподаватель французского языка
- 1979 — Поездка через город — Григорьева, прохожая с зонтиком
- 1980 — Копилка — Леонида, тётушка Бланш
- 1980 — Плывут моржи — Нина Климентьевна Чагина
- 1981 — Белый танец — Лидия Вениаминовна
- 1981 — Конфликтная ситуация — Дина Анатольевна Виленская, сотрудник Комитета по изобретениям
- 1981 — Любимая женщина механика Гаврилова — официантка
- 1982 — Отцы и деды — Вера Сергеевна Попова, врач, член жилищной комиссии исполкома, знакомая Алексея-старшего
- 1982 — Кафедра — Лидия Михайловна, старший лаборант кафедры
- 1982 — Никто не заменит тебя — Мария Степановна, пианист, мать Алексея Голенищева
- 1982 — Семейное дело — Серафима Константиновна
- 1984 — Прелюдия судьбы — Мария Николаевна
- 1984 — Преферанс по пятницам — Катя (тётя Муха)
- 1984 — Сказки старого волшебника — мачеха Золушки
- 1984 — Гостья из будущего — бабушка Юли Грибковой
- 1985 — Поездки на старом автомобиле — Вера, директор клуба
- 1985 — Свадьба старшего брата — Ленская
- 1985 — Чужой звонок — бабушка Натальи
- 1986 — Красная стрела — Наталья Николаевна, жена Кропотова
- 1986 — Наш папа — майонез (короткометражка) — бабушка
- 1986 — Не забудьте выключить телевизор — Нина Александровна, учёный, мать Ильи Гурова
- 1986 — Прости — Ольга Петровна
- 1987 — Запомните меня такой — Настя, дочь Марии Ивановны
- 1987 — Клуб женщин — Анна Захаровна, почтальон
- 1987 — Кувырок через голову — тётя Вера, ветеринарный врач, сестра Юрия Жукова
- 1987 — К расследованию приступить (фильм № 2 «Клевета») — Звягинцева
- 1988 — Верными останемся — Анна Александровна
- 1988 — Голубая роза — Олимпиада Ивановна Колчевская (тётя Липа)
- 1988 — На помощь, братцы! — первая дама
- 1988 — Публикация — Вера Семёновна, директор школы
- 1989 — Село Степанчиково и его обитатели — Генеральша
- 1989 — Руанская дева по прозвищу Пышка — мадам Луазо, графиня
- 1990 — Рок-н-ролл для принцесс — воспитательница
- 1990 — Убийство свидетеля — кассир
- 1991 — Грех — Елена Карповна, тётя Нины
- 1992 — Белые одежды — Вонлярлярская, цитолог
- 1992 — Квартира — Анна Олеговна Капитонова
- 1992 — Отшельник — Нина Львовна
- 1992 — Тайна — Сюзи, экономка Ролинга
- 1992 — Шоу для одинокого мужчины — администратор конкурса
- 1993 — Витька Шушера и автомобиль — учитель русского языка и литературы
- 1995 — Будем жить! — врач
- 1995 — Дорога на край жизни
- 1996 — Котёнок — бабушка
- 1997 — Старые песни о главном 2 — гадалка
- 2000 — Третьего не дано
- 2000 — Триумф — библиотекарь
- 2001 — Жизнь забавами полна — Марьяна Фёдоровна, мать Ларисы
- 2002 — Одиночество крови — медсестра
- 2002 — Синоптик (короткометражный) — дама с собачкой
- 2002 — Смотрящий вниз — Руфь Аркадьевна, сестра Штейнберга
- 2003 — Спас под берёзами — Елена Борисовна, регент хора
- 2004 — Маленькие беглецы — бабушка Славы
- 2006 — Андерсен. Жизнь без любви — бабушка Андерсена
- 2006 — Ленинградец — Людмила Ивановна Николаева, тётя Фёдора
- 2007 — Карнавальная ночь 2, или 50 лет спустя — Лиечка, интеллектуальная уборщица
- 2007 — Квартирный вопрос
- 2007 — Марш Турецкого (фильм № 11 «Кровник») — Марья Васильевна
- 2007 — Защита против
- 2007 — Отец — тётя Муся, тётка Маши
- 2007 — Юбилей — няня Лида
- 2008 — Мины в фарватере — Варвара Захаровна, мать Мамонтова
- 2008 — Чизкейк — соседка Михаила
- 2008 — Тушите свет — Жанна Витальевна
- 2009 — 9 мая. Личное отношение (новелла «Случайный вальс») — главврач
- 2009 — Закон обратного волшебства — Марфа Васильевна
- 2011 — МУР. Третий фронт — Анна Вячеславовна, мать Данилова
- 2012 — Некуда спешить (новелла «К Элизе») — бабушка
- 2013 — Дом спящих красавиц — Ольга Игнатьевна, прабабушка Марины
- 2014 — Небесный суд. Продолжение — миссис Мэри Кроу
- 2014 — Новогодний рейс — эпизод в библиотеке
- 2014 — Чужое — Руфь Ефимовна Латышева
- 2015 — 2015 — Склифосовский (4-й и 5-й сезоны) — Александра Ивановна (Шура), бабушка доктора Лазарева (Костика)
- 2015 — Фарца — Руша Марковна, бабушка Бориса и Зины
- 2016 — Склифосовский. Реанимация — Александра Ивановна (Шура), бабушка доктора Лазарева (Костика)

### Киножурнал «Ералаш»
- 1990 — Выпуск № 79 (сюжет «Было времечко»)[8] — Мария Ивановна, учительница на пенсии
- 1993 — Выпуск № 96 (сюжет «Крутая тусовка»)[9] — бабушка девочки
- 1993 — Выпуск № 101 (сюжет «Школа моей мечты»)[10] — Кукушкина, учительница математики (нет в титрах)
- 1997 — Выпуск № 118 (сюжет «Взрослые не обманывают!»)[11] — бабушка Саши (в титрах — А. Аринина)
- 1997 — Выпуск № 124 (сюжет «Жуткая квартира»)[12] — бабушка в подъезде
- 2001 — Выпуск № 143 (сюжет «Крик осла»)[13] — бабушка мальчика
- 2007 — Выпуск № 215 (сюжет «Вратарь сборной»)[14] — бабушка мальчика
- 2007 — Выпуск № 215 (сюжет «Экипаж»)[15] — пассажирка самолёта
- 2010 — Выпуск № 247 (сюжет «Первый раз в первый класс»)[16] — бабушка девочки

### Озвучивание мультфильмов
- 2008 — «Он и она» — она

## Признание
Государственные награды
- 1976 — почётное звание «Заслуженный артист РСФСР».

Общественные награды
- 2004 — лауреат российской театральной премии «Чайка» в номинации «Синхронное плавание» — за актёрский ансамбль спектакля «Три сестры» на сцене московского театра «Мастерская Петра Фоменко»[4][7].
- 2009 — лауреат V (юбилейной) Народной премии «Светлое прошлое» за 2008 год (автор идеи вручения премии — челябинец Олег Митяев) — за прославление Челябинской области за её пределами[17][18].